# Cladosporiella cercosporicola
Cladosporiella cercosporicola är en svampart som beskrevs av Deighton 1965. Cladosporiella cercosporicola ingår i släktet Cladosporiella, divisionen sporsäcksvampar och riket svampar.   Inga underarter finns listade i Catalogue of Life.